# Galerie Colbert
Galerie Colbert je pasáž v Paříži ve 2. obvodu. Vstupy do pasáže se nacházejí na ulici Rue des Petits-Champs v domě č. 6 a na Rue Vivienne č. 4. Pasáž končí jako slepá ulice.

## Historie
Galerie Colbert byla vytvořena v roce 1826 jako konkurence pro sousední Galerie Vivienne, ale nikdy nezískala takový věhlas jako ona. Vznikla na místě bývalého paláce, jehož majitelem byl ministr financí Colbert, po němž také nese své jméno. Uprostřed pasáže se nachází prosklený oválný prostor o průměru 15 m nazývaný rotunda. V 70. letech 20. století musela být pasáž kvůli špatnému technickému stavu uzavřena. Dům s pasáží koupila sousedící Francouzská národní knihovna. Pasáž byla v 80. letech renovována a opět otevřena pro veřejnost. Po přesídlení knihovny do 13. obvodu budovu převzaly Institut national d'histoire de l'art (Národní ústav dějin umění) a Institut national du patrimoine (Národní ústav kulturního dědictví).